# 中国实验动物学会
中国实验动物学会是中华人民共和国实验动物科技工作者组成的群众性学术团体，是中国科学技术协会主管的社会团体，1987年4月成立。